# Eleventh Hour
Eleventh Hour è una serie televisiva statunitense di genere fantascientifico, basata su un'omonima serie britannica del 2006. La serie è stata trasmessa dalla CBS dal 9 ottobre 2008 al 2 aprile 2009. Nacque con una joint venture tra Jerry Bruckheimer Television, Granada Television International e Warner Bros. La serie è stata cancellata ufficialmente il 19 maggio 2009.

## Trama
Eleventh Hour narra le vicende del Dott. Jacob Hood (Rufus Sewell), un brillante biofisico e consulente scientifico speciale per l'FBI, che viene portato ad indagare sui crimini di natura scientifica o paranormale che altri agenti non sarebbero in grado di risolvere. Hood è l'ultima linea difensiva del governo e la sua missione è di mantenere i progressi scientifici lontani dalle mani di coloro che hanno intenzioni criminali. L'Agente Speciale Rachel Young (Marley Shelton), è incaricata dall'FBI della sua tutela esecutiva ed è assegnata a proteggere Hood. Sia Hood che l'Agente Speciale Young sono assistiti dall'Agente speciale Felix Lee (Omar Benson Miller), verso la fine della serie.

## Doppiaggio italiano
L'edizione italiana è curata da Letizia Pini per Mediaset. Il doppiaggio è stato eseguito da Post in Europe sotto la direzione di Fabrizio Manfredi.

## Episodi
| Stagione       | Episodi | Prima TV originale | Prima TV Italia |
| -------------- | ------- | ------------------ | --------------- |
| Prima stagione | 18      | 2008-2009          | 2009            |